# هين بينتريف (أنغلزي)
هين بينتريف (بالإنجليزية: Hen Bentref Llandegfan)‏ هي منطقة سكنية تقع في ويلز في أنغلزي.